# Ematurga zetterstedtaria
Ematurga zetterstedtaria là một loài bướm đêm trong họ Geometridae.